# Ил кая
Ил кая (среща се също като Ел Каясъ, Вятърният камък и Лековит камък) е едно от най-трудно достъпните светилища на територията на Източните Родопи. Едноименната местност е разположена близо до с. Воденичарско, Община Джебел, където непосредствено под руините на крепостта Малка Устра е разположено и самото светилище.

## Описание и особености
Ил кая/Вятърният камък представлява скално светилище с наличието на оформена от човешка ръка т.нар. скална „промушвачка/промушило“. Култовият обект е едно от т.нар. „живи светилища“ (като промушвачката при Скрибина, с. Крибул и Св. Гергьова скала при с. Бачево), при които се наблюдават запазени езически ритуали, които впоследствие християнизирани/ислямизирани ритуални практики.
Според народните предания най-силно е въздействието на промушилото на 5 срещу 6 май (нощта срещу Гергьов ден). При извършването на ритуала търсещият изцеление, три пъти се промушва през дупката, след което завързва на някое от околните дърветата къс от своя дреха или цялата дреха. На малката площадка пред промушилото или в цепнатините на скалата се извършва и своеобразно „плащане“ (благодарствен дар) се депонират дребни монети. Вторият етап от пречистващия ритуал е слизане при р. Асар дере, течаща покрай крепостта „Мал Асар“ и „Вятърният камък“, където се извършва измиване с вода от реката. Впоследствие в малък съд се взема малко вода, за да се поръсят близките и домашните животни за здраве.

### Интерпретация
Интересен аспект на преданието за Ветрения камък е „идването“ на вятъра на Гергьов ден, което според поверието е индикация за това, че мястото се превръща в лечебно и може да излекува всяка болест. Закачането/завързването на дреха или част от нея на дърветата при Ил кая, за да остане там завинаги болестта и никога вече да не се завръща при страдащия и да „виси“ във въздуха, за да е „нито на земята“, „нито във водата“, за да може болестта да остане в ничието пространство. Това според проф. Валерия Фол е свидетелство, че по уникален начин се съчетават християнските с езическите вярвания – когато се ражда Гръмовежецът Зевс, майка му, съпругата на Кронос – Рея, го скрива в пещера на о-в Крит, за да не го погълне баща му, както предишните пет нейни отрочета (Хестия, Деметра, Хера, Хадес и Посейдон). Там, в пещерата, хуритите играят и вдигат шум, за да не чуе Кронос плача на новородения Зевс. В пещерата богът расте, кърми го козата Амалтея. Когато Кронос научава това, я наказва, но за да не я оскверни (защото Алматея е свещената коза), тя е закачена да виси. За да е нито на земята, нито във водата, все едно – не съществува. При живите светилища като Индипасха и Скрибина, според проф. Валерия Фол, се наблюдава точно този най-древен и хилядолетен култ, където се наблюдава почитането на четирите космически стихии в първичния им вид. Както при другите „живи светилища“, така и при Ил кая скалата е вярвана като първоматерия, а едно от най-старите вярвания е, че човекът произхожда от скала, камък, от който е и самата глина, мислена по същия начин. Ето защо камъкът е почитан, носен, оставян на свещени места. Христос е крайъгълен камък, не защото е строител на църква, а защото това е космоградежът, според проф. Валерия Фол.
Интерпретацията на Валерия Фол не е подкрепена от археологически разкопки. 
До Илкая се стига по горска пътека, след което до самото светилище в скалата, древните са оформили каменни стъпала към промушилката.